# Danilo Del Toro
Danilo Del Toro (* 24. Juni 1997 in Schaffhausen) ist ein italienischer Fussballspieler, der in der Schweiz aufgewachsen ist.

## Karriere
Del Toro spielte als Junior beim FC Schaffhausen und beim Grasshoppers Club Zürich. Von dort wechselte er zum FC Winterthur, wo er bis zu U21 gespielt hat. Er absolvierte in dieser Zeit eine berufliche Ausbildung an der kaufmännischen Sportschule Sport Academy Zurich. Aufgrund fehlender Einsatzzeiten machte Del Toro fussballerisch einen Schritt zurück und wechselte in die zweite Mannschaft des FC Schaffhausen (2. Liga interregional). Dort wurde er durch Murat Yakin, Trainer der ersten Mannschaft, entdeckt und bereits nach wenigen Monaten ins Fanionteam berufen. Bei Schaffhausen hatte der offensive Mittelfeldspieler einen Vertrag bis Sommer 2022. Danach wechselte er zu Neuchâtel Xamax. Nach zwei Jahren wechselte er 2024 weiter zum Ligakonkurrenten FC Vaduz.